# Tropopausa

Capas de la atmósfera.

La tropopausa es la zona de transición entre la troposfera y la estratosfera, situada entre unos 9 km de altura (polos) y los 17 km (en el ecuador). Marca el límite superior de la troposfera, donde la temperatura generalmente decrece con la altura. A partir de la tropopausa la temperatura aunque comienza a aumentar por la presencia de ozono y su interacción con la radiación ultravioleta procedente del sol, en la atmósfera estándar empieza a los 11 km.
Según la OMM se define como

Límite entre la troposfera y la estratosfera, en el que el gradiente vertical de temperatura experimenta un cambio brusco. Se define como el nivel más bajo en donde el gradiente medio es de 2°C km-1 o menos, siempre que el gradiente medio entre ese nivel y todos los niveles superiores situados a menos de 2 km no exceda de 2°C km-1. Puede hallarse ocasionalmente una segunda tropopausa si el gradiente vertical por encima de la primera es de más de 3°C km-1.
Vocabulario Meteorológico Internacional, OMM - N° 182

La capa que está sobre la tropopausa, en la que la temperatura comienza a ascender, se llama estratosfera, extendiéndose desde la tropopausa hasta los 50-55 km snm. 

## Altura
La altura de la tropopausa depende de la latitud. Sobre el ecuador tiene una altura de 17 km sobre el nivel del mar. El las zonas polares la tropopausa se encuentra a 6 km de altura.

## Temperatura
Contraintuitivamente, la temperatura de la tropopausa es más baja en las zonas ecuatoriales que en las zonas polares. Sobre el ecuador la tropopausa se encuentra a -75 °C, mientras que en las zonas polares se encuentra algo más caliente, a -45 °C. 